# مدیریت تقاضا
مدیریت تقاضا (انگلیسی: Demand management) یک روش برنامه‌ریزی برای پیش‌بینی تقاضا برای محصولات و خدمات است، که می‌تواند در سطوح مختلف اقتصاد کلان و اقتصاد خرد در دولت‌ها، سازمان‌ها و شرکت‌ها مورد استفاده قرار گیرد.